# Discografia de Kuroyume
A discografia de Kuroyume consiste em 8 álbuns de estúdio, 3 EPs, 3 álbuns ao vivo, 5 álbuns de compilação, 18 singles, 23 vídeos, 2 demos e 2 álbuns de tributo.
Kuroyume (黒夢, lit. Sonho Negro) é uma banda japonesa formada em 1991, composta pelo líder e vocalista Kiyoharu, baixista Hitoki e inicialmente o guitarrista Shin. Formada em Nagoia, alcançaram uma forte e significativa influência na cena visual kei, sendo creditada como inspiração de muitas bandas visual kei posteriores e como um dos representantes do subgênero Nagoya kei.
A banda inicialmente chamou a atenção da mídia com o álbum de estreia Nakigara O... (1993), considerado uma das obras mais influentes do visual kei. Conseguiram contrato com a EMI e lançaram seu primeiro álbum em uma grande gravadora, Mayoeru Yuritachi ~Romance of Scarlet~ em 1994. Mantiveram-se no topo das paradas da Oricon com seus próximos álbuns, começando por Feminism (1995), lançado após a saída de Shin, e Fake Star (1996) com a canção "Pistol" vencendo o MTV Video Music Awards. Posteriormente alteraram seu estilo para o punk rock com Drug Treatment (1997) e Corkscrew (1998). "Shōnen" foi seu single mais vendido e considerada a canção mais popular da banda. Foi ranqueada em quinto lugar de artistas visual kei que mais venderam pela revista Nikkei Entertainment! vendendo mais de 5 milhões e meio de discos no total.
A dupla suspendeu as atividades por um período indeterminado em 29 de janeiro de 1999. Logo após a suspensão, o frontman Kiyoharu formou o Sads e posteriormente iniciou carreira solo. Foi oficialmente encerrada exatamente dez anos depois após uma última apresentação no Nippon Budokan, Kuroyume the End. No entanto, um ano depois, em janeiro de 2010, Kuroyume reiniciou as atividades e lançou o álbum Headache and Dub Reel Inch em 2011 e Kuro to Kage em 2014. Entraram em hiato novamente em 2015.

## Álbuns

### Álbuns de estúdio
| Ano  | Título | Posição nas paradas | Posição nas paradas | Vendas   | Certificação da RIAJ |
| Ano  | Título | Oricon              | Billboard           | Vendas   | Certificação da RIAJ |
| ---- | --- | ------------------- | ------------------- | -------- | -------------------- |
| 1993 | Nakigara O... (亡骸を…) - Lançamento: 11 de junho de 1993 - Gravadora: La†Miss                                                        | 1 (Indies Albums)   | -                   | -        | -                    |
| 1994 | Mayoeru Yuritachi ~Romance of Scarlet~ (迷える百合達〜Romance of Scarlet〜) - Lançamento: 9 de março de 1994 - Gravadora: Toshiba EMI | 3                   | -                   | 90,450+  | -                    |
| 1995 | Feminism - Lançamento: 10 de maio de 1995 - Gravadora: Toshiba EMI                                                                    | 1                   | 5                   | 207,210+ | -                    |
| 1996 | Fake Star ~I'm Just a Japanese Fake Rocker~ - Lançamento: 26 de maio de 1996 - Gravadora: Toshiba EMI                                 | 1                   | 3                   | 349,250+ | Ouro                 |
| 1997 | Drug Treatment - Lançamento: 27 de junho de 1997 - Gravadora: Toshiba EMI                                                             | 2                   | 2                   | 460,920+ | Platina              |
| 1998 | Corkscrew - Lançamento: 27 de maio de 1998 - Gravadora: Toshiba EMI                                                                   | 2                   | 2                   | 480,400+ | Platina              |
| 2011 | Headache and Dub Reel Inch - Lançamento: 2 de novembro de 2011 - Gravadora: Avex Trax                                                 | 2                   | -                   | -        | -                    |
| 2014 | Kuro to Kage (黒と影) - Lançamento: 29 de janeiro de 2014 - Gravadora: Avex Trax                                                      | 7                   | -                   | -        | -                    |

### EPs
| Ano  | Título                                                                                              | Posição na Oricon | Vendas   |
| ---- | --------------------------------------------------------------------------------------------------- | ----------------- | -------- |
| 1991 | Chuuzetsu (中絶) - Lançamento: 20 de julho de 1992 - Gravadora: La†Miss                             | -                 | -        |
| 1992 | Ikiteita Chuzetsuji... (生きていた中絶児) - Lançamento: 21 de dezembro de 1992 - Gravadora: La†Miss | 1 (Indies Albums) | -        |
| 1993 | Cruel - Lançamento: 31 de agosto de 1994 - Gravadora: Toshiba EMI                                   | 7                 | 100,540+ |

### Álbuns ao vivo
| Ano  | Título | Posição nas paradas | Posição nas paradas | Vendas   | Certificação da RIAJ |
| Ano  | Título | Oricon              | Billboard           | Vendas   | Certificação da RIAJ |
| ---- | --- | ------------------- | ------------------- | -------- | -------------------- |
| 1998 | 1997.10.31 Live at Shinjuku Loft (1997.10.31 LIVE AT 新宿LOFT) - Lançamento: 4 de dezembro de 2010 - Gravadora: Toshiba EMI                                                                 | 7                   | 8                   | 311,270+ | Ouro                 |
| 1998 | kuroyume"the end" ~CORKSCREW A GO GO!FINAL~090129 Nippon Budokan (kuroyume“the end”〜CORKSCREW A GO GO!FINAL〜090129 日本武道館) - Lançamento: 18 de março de 2009 - Gravadora: Toshiba EMI | 23                  | -                   | -        | -                    |
| 2015 | XXXX THE FAKE STAR - Lançamento: 4 de maio de 2015 - Gravadora: Toshiba EMI | -                   | -                   | -        | -                    |

### Álbuns de compilação
| Ano  | Título | Posição nas paradas | Posição nas paradas | Vendas   | Certificação da RIAJ |
| Ano  | Título | Oricon              | Billboard           | Vendas   | Certificação da RIAJ |
| ---- | --- | ------------------- | ------------------- | -------- | -------------------- |
| 2011 | EMI 1994-1998 Best or Worst - Lançamento: 17 de fevereiro de 1999 - Gravadora: Toshiba EMI                                                                                                | 2                   | 2                   | 791,660+ | Platina              |
| 2000 | KUROYUME COMPLETE RARE TRACKS 1991-1993 ~Indīzu zenkyoku-shū~ (KUROYUME COMPLETE RARE TRACKS 1991-1993 〜インディーズ全曲集〜) - Lançamento: 10 de junho de 2000 - Gravadora: Toshiba EMI | 2                   | -                   | -        | -                    |
| 2011 | Kuroyume Singles (黒夢シングルズ) - Lançamento: 27 de março de 2002 - Gravadora: Toshiba EMI                                                                                              | 44                  | -                   | 14,930+  | -                    |
| 2011 | Kuroyume Complete Singles (黒夢コンプリート・シングルズ) - Lançamento: 29 de setembro de 2003 - Gravadora: Toshiba EMI                                                                    | 89                  | -                   | 6,672+   | -                    |
| 2011 | Kuroyume Box (黒夢BOX) - Lançamento: 28 de fevereiro de 2004 - Gravadora: Toshiba EMI | -                   | -                   | -        | -                    |

### Álbuns de tributo
| Ano  | Título | Posição na Oricon |
| ---- | --- | ----------------- |
| 2011 | Fuck the Border Line - Lançamento: 9 de fevereiro de 2011 - Gravadora: Avex Trax                                                                     | 6                 |
| 2011 | Kuroyume Respect Album 『Revision Underwear』 (黒夢リスペクトアルバム 『Revision Underwear』) - Lançamento: 25 de março de 2015 - Gravadora: Geishun | -                 |

## Singles
| Ano  | Título                                                                                    | Posição nas paradas | Posição nas paradas | Vendas   | Certificação da RIAJ | Álbum                                       |
| Ano  | Título                                                                                    | Oricon              | Billboard           | Vendas   | Certificação da RIAJ | Álbum                                       |
| ---- | ----------------------------------------------------------------------------------------- | ------------------- | ------------------- | -------- | -------------------- | ------------------------------------------- |
| 1993 | "For Dear" - Lançamento: 24 de fevereiro de 1993 - Gravadora: Toshiba EMI                 | 18                  | -                   | 68,490+  | -                    | Mayoeru Yuritachi ~Romance of Scarlet~      |
| 1993 | "Ice My Life" - Lançamento: 21 de julho de 1993 - Gravadora: Toshiba EMI                  | 10                  | -                   | 135,410+ | -                    | Cruel                                       |
| 1994 | "Yasashii Higeki" (優しい悲劇) - Lançamento: 21 de julho de 1994 - Gravadora: Toshiba EMI | 10                  | -                   | 127,420+ | -                    | Feminism                                    |
| 1994 | "Miss Moonlight" - Lançamento: 21 de setembro de 1994 - Gravadora: Toshiba EMI            | 12                  | -                   | 99,190+  | -                    |                                             |
| 1995 | "Beams" - Lançamento: 22 de fevereiro de 1995 - Gravadora: Toshiba EMI                    | 6                   | -                   | 348,540+ | Ouro                 | Fake Star ~I'm Just a Japanese Fake Rocker~ |
| 1995 | "See You" - Lançamento: 13 de novembro de 1995 - Gravadora: Toshiba EMI                   | 5                   | -                   | 251,120+ | Ouro                 |                                             |
| 1996 | "Pistol" (ピストル) - Lançamento: 25 de março de 1996 - Gravadora: Toshiba EMI            | 4                   | 6                   | 175,160+ | Ouro                 |                                             |
| 1996 | "Like @ Angel" - Lançamento: 15 de julho de 1996 - Gravadora: Toshiba EMI                 | 5                   | -                   | 275,660+ | Ouro                 | Drug Treatment                              |
| 1998 | "Nite&Day" - Lançamento: 15 de abril de 1998 - Gravadora: Toshiba EMI                     | 3                   | 9                   | 213,690+ | Ouro                 |                                             |
| 1998 | "Spray" - Lançamento: 3 de junho de 1998 - Gravadora: Toshiba EMI                         | 5                   | 6                   | 137,260+ | Ouro                 |                                             |
| 1998 | "Shōnen" (少年) - Lançamento: 1 de julho de 1998 - Gravadora: Toshiba EMI                 | 3                   | 13                  | 400,000+ | Platina              | Corkscrew                                   |
| 1998 | "Maria" - Lançamento: 8 de abril de 1998 - Gravadora: Toshiba EMI                         | 2                   | 3                   | 299,350+ | Ouro                 |                                             |
| 2011 | "Misery" (ミザリー) - Lançamento: 9 de fevereiro de 2011 - Gravadora: Avex Trax           | 6                   | -                   | -        | -                    | Headache and Dub Reel Inch                  |
| 2011 | "Alone" (アロン) - Lançamento: 25 de maio de 2011 - Gravadora: Avex Trax                  | 8                   | -                   | -        | -                    |                                             |
| 2011 | "Heavenly" - Lançamento: 17 de agosto de 2011 - Gravadora: Avex Trax                      | 14                  | 44                  | -        | -                    |                                             |
| 2013 | "Kingdom" - Lançamento: 6 de setembro de 2013; limitado - Gravadora: Avex Trax            | -                   | -                   | -        | -                    | Kuro to Kage                                |
| 2013 | "Guernica" (ゲルニカ) - Lançamento: 11 de dezembro de 2013 - Gravadora: Avex Trax         | 15                  | -                   | -        | -                    |                                             |
| 2013 | "I Hate Your Popstar Life" - Lançamento: 11 de dezembro de 2013 - Gravadora: Avex Trax    | 16                  | -                   | -        | -                    |                                             |
| 2014 | "Reverb" - Lançamento: 26 de março de 2014 - Gravadora: Avex Trax                         | 11                  | 59                  | -        | -                    | Não faz parte de um álbum                   |
| 2015 | "DAY 1" - Lançamento: 3 de fevereiro de 2015; limitado - Gravadora: Fullface Records      | -                   | -                   | -        | -                    |                                             |

## Demos
| Título                | Data de lançamento    | Notas                                                                                    |
| --------------------- | --------------------- | ---------------------------------------------------------------------------------------- |
| "Kuroyume"            | 29 de agosto de 1991  | Faixas: "Kuroyume" e "& DIE". "& DIE" foi regravada para o single de estreia "For Dear". |
| "Ikiteita Chuzetsuji" | 25 de janeiro de 1992 | As faixas foram remasterizadas para o EP de mesmo nome.                                  |

## Vídeos
| Título | Data de lançamento em VHS | Data de lançamento em LD | Data de lançamento em DVD | Data de lançamento em Blu-ray | Posição na Oricon |
| --- | ------------------------- | ------------------------ | ------------------------- | ----------------------------- | ----------------- |
| UNDER... | 31 de outubro de 1992     | －                       | －                        | －                            | －                |
| NEO UNDER | 5 de setembro de 1993     |                          | －                        | －                            | －                |
| DEEP UNDER | 10 de dezembro de 1993    | -                        | －                        | －                            | －                |
| Tanmei no Yuritachi (短命の百合達)                                                                                                 | 6 de julho de 1994        | -                        | 13 de abril de 2005       | －                            | －                |
| Theater of Cruel | 28 de setembro de 1994    | -                        | －                        | －                            | －                |
| tour feminism PART I | 27 de setembro de 1995    | 13 de abril de 2005      | －                        | －                            |                   |
| pictures | 13 de dezembro de 1995    | －                       | －                        | －                            |                   |
| 1996 FAKE STAR'S CIRCUIT BOYS ONLY                                                                                                 | 4 de dezembro de 1996     | -                        | 13 de abril de 2005       | －                            | －                |
| 1996 FAKE STAR'S CIRCUIT YOKOHAMA ARENA                                                                                            | 18 de novembro de 1996    | －                       | －                        | －                            |                   |
| 1996 FAKE STAR'S CIRCUIT TOUR DOCUMENT                                                                                             | 29 de janeiro de 1997     | －                       | －                        | －                            |                   |
| pictures 2 | 22 de outubro de 1997     | －                       | －                        | －                            | －                |
| 1997.10.31 Live at Shinjuku Loft (1997.10.31 LIVE AT 新宿LOFT)                                                                     | 16 de janeiro de 1998     | -                        | 18 de outubro de 2000     | 11 de junho de 2014           | 7                 |
| LIVE OR DIE -CORKSCREW A Go Go- | 31 de março de 1999       | －                       | 133                       |                               |                   |
| pictures vol. 1 | -                         | －                       | －                        | －                            |                   |
| pictures vol. 2 | －                        | －                       | －                        | －                            |                   |
| Kuroyume COMPLETE SINGLE CLIPS (黒夢 COMPLETE SINGLE CLIPS)                                                                        | －                        | －                       | 13 de abril de 2005       | －                            | 228               |
| ALL PICTURES | －                        | －                       | 28 de janeiro de 2009     | －                            | 199               |
| kuroyume"the end" ~CORKSCREW A GO GO!FINAL~090129 Nippon Budokan (kuroyume "the end" 〜CORKSCREW A GO GO! FINAL〜090129日本武道館) | －                        | －                       | 25 de março de 2009       | －                            | 18                |
| FUCK THE FAKE STAR THE NEWEST FEATHER                                                                                              | －                        | －                       | 20 de julho de 2011       | －                            | 13                |
| Headache and Dub Reel Inch 2012.1.13 Live at Nippon Budokan (Headache and Dub Reel Inch 2012.1.13 Live at 日本武道館)              | －                        | －                       | 2 de maio de 2012         | －                            | 19                |
| Kuroyume 1.14 (黒夢 1.14) | －                        | －                       | 13 de junho de 2012       | －                            | 15                |
| Kuro to Kage 2014.1.29 Live at Nippon Budokan (黒と影 2014.1.29 Live at 日本武道館)                                                | －                        | －                       | 11 de junho de 2014       | 27                            |                   |
| Kuroyume Live & Document DVD LAST LONG TOUR 2014-2015 (黒夢 Live & Document DVD LAST LONG TOUR 2014-2015)                          | －                        | －                       | 7 de janeiro de 2021      | －                            | －                |

### Outros
| Ano  | Título | Posição na Oricon |
| ---- | --- | ----------------- |
| 1993 | EMERGENCY EXPRESS'93 DEAD ANGLE Shikaku o tsuke! (視覚を突け) - Álbum de compilação com várias bandas. Kuroyume participa na primeira faixa com "Missing Glory". - Lançamento: 1 de fevereiro de 1993       | -                 |
| 1993 | The Monsters of Shock Age - Álbum de compilação com várias bandas que perfomaram no evento Shock Age. Kuroyume participa na primeira faixa com "In Sky (New Version)". - Lançamento: 25 de setembro de 1993 |                   |
| 2011 | Kuroyume SELF COVER ALBUM『MEDLEY』 - Álbum de regravações do Kuroyume lançado pelo Kiyoharu, como artista solo. - Lançamento: 28 de janeiro de 2009 - Gravadora: Avex Trax                                 | 5                 |